# Ton Lucassen
Ton Lucassen es un deportista neerlandés que compitió en remo. Ganó una medalla de plata en el Campeonato Mundial de Remo de 1978, en la prueba de ocho con timonel ligero.

## Palmarés internacional
| Campeonato Mundial | Campeonato Mundial     | Campeonato Mundial | Campeonato Mundial      |
| Año                | Lugar                  | Medalla            | Prueba                  |
| ------------------ | ---------------------- | ------------------ | ----------------------- |
| 1978               | Copenhague (Dinamarca) | Medalla de plata   | Ocho con timonel ligero |